# Samuel Eyde
Samuel Eyde (né le 29 octobre 1866 à Arendal - 21 juin 1940) est un ingénieur et un industriel norvégien. Il est notamment connu pour avoir fondé Norsk Hydro (en 1905) et Elkem. Il fut également diplomate pour le compte de la Norvège.

## Biographie
Eyde, fils d'un capitaine de marine, effectue des études d’ingénieur à Oslo puis (1886) à Berlin et réussit en 1891 l'examen d'ingénieur des travaux publics. De 1891 à 1895 il travaille à Hambourg, à Dortmund (pour la Sté minière Dortmunder Union) et au franchissement du canal de l'Elbe à Lübeck par des ponts ferroviaires. En 1895 il épouse Anna-Ulrikka Mörner, la fille d'un comte suédois. En 1897, avec son ex-directeur à Hambourg, il fonde, grâce à des capitaux suédois, le bureau d'études hydrauliques Gleim & Eyde, qui employait 30 ingénieurs dans ses bureaux de Hambourg, Christiania (auj. Oslo) et Stockholm.
L'année de l'indépendance de la Norvège, en 1905, il crée avec le physicien norvégien Kristian Birkeland et le banquier suédois Marcus Wallenberg le groupe Norsk Hydro, qui produit des engrais dans les usines de Notodden et de Rjukan par le procédé Birkeland-Eyde (extraction de l'azote de l'air par le procédé à l'arc). Ce procédé s’avère gourmand en énergie, et c'est pourquoi l'implantation en Norvège, où l'énergie hydraulique est abondante, s'imposait. À partir de 1907, l'entreprise s'associe au chimiste allemand BASF. Eyde est jusqu'en 1917 directeur du groupe avant de se tourner vers la politique.
Après la Seconde Guerre mondiale, Norsk Hydro se met à élaborer du magnésium et de l’aluminium et en 1964, bien après la mort d'Eyde, à l'extraction de pétrole du socle norvégien. Sur la côte qui porte son nom : Eydehavn (à l'est d'Arendal), il a ouvert une fonderie d’aluminium en 1912, et une usine de carbure de silicium ; il réalisa d'autres projets à Tyssedal (près d'Odda). En différents endroits (par ex. à Rjukan), il a fait aménager des centrales hydroélectriques modernes. Ses usines et les logements ouvriers de Rjukan sont construits sur le modèle allemand.
L’Université technique de Darmstadt lui accorde en 1911 le titre de docteur honoris causa. De 1918 à 1920, il siège comme député au Storting, et en 1920 est nommé « délégué norvégien auprès des États-Unis »,. De 1920 à 1923, il a été ambassadeur en Pologne.
Un an avant sa mort, Eyde termine son autobiographie, intitulée « Ma vie, mon œuvre ».